# Pane e libertà
Pane e libertà è una miniserie televisiva italiana.

## Descrizione

Giuseppe Di Vittorio in una foto del 23 ottobre 1957, a Canosa di Puglia. Morirà dieci giorni dopo.

La fiction racconta la vita del sindacalista Giuseppe Di Vittorio, in due puntate, realizzata a mezzo secolo dalla scomparsa del personaggio politico più noto della Puglia e andate in onda, per la prima volta, su Rai 1 domenica 15 e lunedì 16 marzo 2009.
La regia è stata curata da Alberto Negrin, mentre la figura del sindacalista è stata interpretata da Pierfrancesco Favino (nel ruolo di Giuseppe Di Vittorio). Le musiche sono di Ennio Morricone.

## Trama
Giuseppe Di Vittorio, originario di Cerignola, è costretto ad abbandonare presto la scuola per andare a lavorare nei campi, lì vedrà morire il suo amico Ambrogio.
Divenuto grande sarà il primo ad organizzare uno sciopero per i diritti dei braccianti; nel 1920 viene candidato ed eletto in Parlamento nelle file del PSI, nel frattempo si sposa ed ha due figli.
L'avvento del fascismo lo costringerà anche alla fuga all'estero.
Nell'immediato dopoguerra è eletto primo segretario generale della CGIL e membro dell'Assemblea Costituente nelle file del PCI.

## Produzione
“Pane e Libertà” è stato finanziato dalla Regione Puglia con Fondi regionali e del Ministero dello Sviluppo Economico grazie ad un Accordo di Programma Quadro “Sensi contemporanei” risalente al 2004, e con il sostegno dell'Apulia Film Commission. Il finanziamento a "fondo perduto" è stato pari a circa un milione di euro, su un totale complessivo dei costi di 6 milioni di euro.

## Riprese
Sono state rilevate alcune inesattezze storiche, alcune dovute alla necessità di caratterizzare in tempi stretti vicende lunghe e complesse, altre dovute alla stessa lavorazione della miniserie tv. In particolare la miniserie è stata girata, invece che a Cerignola (il paese natale di Di Vittorio, in provincia di Foggia), nella vicina Terra di Bari. Le location principali sono state: a Gravina in Puglia la piazza delle Quattro Fontane, la piazza Cattedrale, il museo Ettore Pomarici Santomasi e la Masseria del Pantano, e ad Altamura la Curia, il Corso Federico II ed il Museo Contadino. Inoltre i latifondisti di Cerignola, la famiglia Rubino-Rossi, i principali antagonisti della storia assieme ai fascisti, non erano baroni ma marchesi.

## Ascolti
| 1 | 15 marzo 2009 | Rai Uno | 5 548 000 | 22,48% |
| 2 | 16 marzo 2009 | Rai Uno | 6 086 000 | 22,43% |